# حسن أباد (نارستان)
حسن أباد (بالإنجليزية: Hasanabad, Aqda)‏ هي منطقة سكنية تقع في إيران في يزد. يقدر عدد سكانها بـ 774 نسمة .